# Acytolepis najara
Acytolepis najara là một loài bướm thuộc họ Lycaenidae. Đây là loài đặc hữu của Sulawesi.